# Distansescharella
Distansescharella is een mosdiertjesgeslacht uit de familie van de Cribrilinidae en de orde Cheilostomatida. De wetenschappelijke naam ervan werd in 1853 voor het eerst geldig gepubliceerd door Alcide d'Orbigny.

## Soorten
- Distansescharella alcicornis (Jullien, 1882)
- Distansescharella cervicornis Souto, Berning & Ostrovsky, 2016
- Distansescharella seguenzai Cipolla, 1921